# Triptognathus luteomaculatus
Triptognathus luteomaculatus är en stekelart som först beskrevs av Maurice Pic 1899.  Triptognathus luteomaculatus ingår i släktet Triptognathus och familjen brokparasitsteklar. Inga underarter finns listade i Catalogue of Life.